# Jacques Secrétin

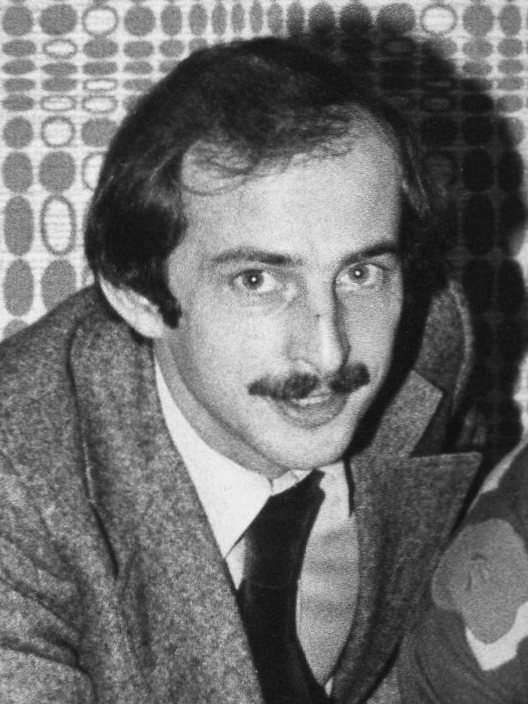
Secrétin in 1978

Jacques Secrétin (Carvin, 18 maart 1949 – Tourcoing, 24 november 2020) was een Frans tafeltennisser. 

## Loopbaan
Hij werd wereldkampioen gemengd dubbel 1977 (met Claude Bergeret), Europees kampioen enkelspel in 1976 en won drie bronzen medailles op de Europa Top-12.
De linkshandige Fransman werd zeventien keer Frans kampioen enkelspel. Hij stopte in 1987 met competitief tafeltennis, waarna hij samen met Vincent Purkart en later met Andrzej Grubba tafeltennisshows ging geven. Secrétin nam deel aan twaalf WK's en acht EK's. In clubverband kwam hij uit voor AS Messine, US Kremlin-Bicêtre en Levallois UTT, allen in de Franse Pro A.

## Erelijst
- Wereldkampioen gemengd dubbel 1977 (met Claude Bergeret),
- Europees kampioen enkelspel 1976
- Europees kampioen dubbelspel 1980 (met Patrick Birocheau)
- Europees kampioen gemengd dubbel 1984 (met Valentina Popova)
- Europees kampioen landenteams 1984
- Brons op de Europa Top-12 1977, 1979 en 1980
- Winnaar Mediterraanse Spelen 1979
- Winnaar Mediterraanse kampioenschappen 1968
- Frans kampioen enkelspel 1966 tot en met 1975, 1977 tot en met 1982 en 1986
- Hoogste positie ITTF-wereldranglijst: 2e (1976)